# Louis Hémon

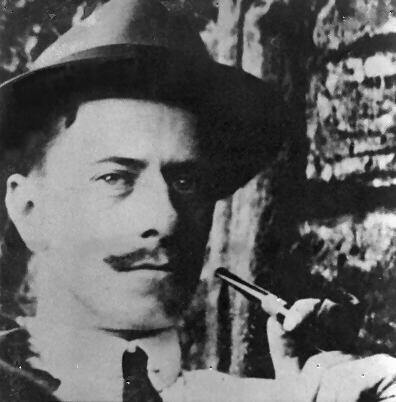
Louis Hémon

Louis Hémon (12 de octubre de 1880, Brest, Francia - 8 de julio de 1913, Chapleau, Ontario, Canadá) fue un escritor francés.
En 1904 empieza a colaborar en un diario deportivo de París. Cuando termina sus estudios de derecho y lenguas orientales en la Sorbona, se muda a Londres, donde también trabaja como periodista. En 1911 marcha a Canadá. Pasa su primer invierno en Montreal y luego continúa hasta el lago de Saint-Jean.
Hémon es conocido sobre todo por su novela Maria Chapdelaine, redactada en Quebec entre 1912 y 1913. Fue publicada después de su muerte accidental a los 32 años; en 1914, por entregas en una publicación parisina; después, como libro en Quebec en 1916; antes de la versión definitiva que aparecería en 1921 en Ediciones Grasset. El libro conoció un inmenso éxito comercial y Louis Hémon pasó a la posteridad como el escritor emblemático del Canadá francófono por su evocación mítica de los humildes campesinos de comienzos del siglo XX y de la tierra de Quebec. 
Es incluido sistemáticamente en las listas de escritores canadienses en francés, quizá de forma abusiva, pues tan sólo vivió menos de dos años en Canadá, entre octubre de 1911 y julio de 1913.

## Ediciones en español
- Hémon, Louis (2008). Maria Chapdelaine. Ediciones del Viento. ISBN 978-84-96964-27-3.
- Hémon, Louis (1957). Relatos. Caralt Editores. ISBN 978-84-217-3112-3.

- Datos: Q561378
- Multimedia: Louis Hémon / Q561378